# هرا (مأموریت فضایی)
{{Infobox spaceflight
| auto = all
| name = هرا (مأموریت فضایی)
| image = Hera in orbit.jpg
| image_caption =
| image_size =
| mission_type = مدارگردی سیارک
| operator = آژانس فضایی اروپا
| COSPAR_ID =
| SATCAT =
| website = heramission.space
| mission_duration = برنامه‌ریزی شده: ۶ ماه در مدار 
| manufacturer = اواچ‌بی
| launch_mass = {{|۱۱۲۸|کیلوگرم}}
| dry_mass =
| dimensions =
| power = 
| launch_date = اکتبر ۲۰۲۴
| launch_rocket = آریان ۶
| launch_site = پایگاه فضایی گویان پایگاه فضایی گویان
| launch_contractor = آریان‌اسپیس
| entered_service =
| interplanetary = مدارگرد سیارک ۶۵۸۰۳ورود به مدار۲۰۲۶
| instruments_list = 
}}
هرا (انگلیسی: Hera) یک مأموریت فضایی در حال توسعه در آژانس فضایی اروپا که در برنامه ایمنی فضایی آن قرار دارد و هدف آن کمک به ارتقای روش انحراف انرژی برخوردی یک سیارک نزدیک زمین در مسیر احتمالی برخورد با زمین است. هرا اندازه و مورفولوژی دهانه و تکانهٔ منتقل شده توسط یک پرتابه مصنوعی در هنگام برخورد با یک سیارک را اندازه‌گیری می‌کند، که این خود امکان اندازه‌گیری کارایی انحراف حاصل از برخورد را فراهم می‌کند. این یک آزمایش است، سیارک و آزمایش انحراف به گونه‌ای انتخاب شده‌اند که هیچ خطری در برنداشته باشند،  نتیجه هرچه که باشد. علاوه بر این، این مأموریت به‌طور کامل ترکیب و خواص فیزیکی یک سیارک دوتایی، از جمله، برای نخستین بار، ساختارهای زیرسطحی و داخلی آن را آشکار می‌کند. همچنین نمایش‌های تکنولوژیکی مرتبط با عملیات در مجاورت یک جسم کوچک و استقرار و ارتباط با کیوب‌ست در فضای بین‌سیاره‌ای را انجام خواهد داد.
این فضاپیما در ۷ اکتبر ۲۰۲۴ بر روی یک وسیلهٔ پرتاب فالکون ۹ اسپیس اکس پرتاب شد و نتایج ضربهٔ دارت DART ناسا را در ۴ سال پس از مأموریت ناسا، بررسی خواهد کرد. هدف DART ضربه زدن به سیارک دیمورفوس، کوچک‌ترین از دو جرم تشکیل دهندهٔ سیارک دوتایی سیارک ۶۵۸۰۳ «65803 Didymos» بوده است.
هرا یک کاوشگر فضاییِ حدوداً ۱۱۲۸ کیلوگرمی است که چندین محمولهٔ (دوربین، فرازیاب و طیف‌سنج) را حمل می‌کند. همچنین دو ماهواره کوچک از نوع تاسواره به نام‌های «Milani» و «Juventas» را با خود حمل می‌کند.